# Longinus da Cunha

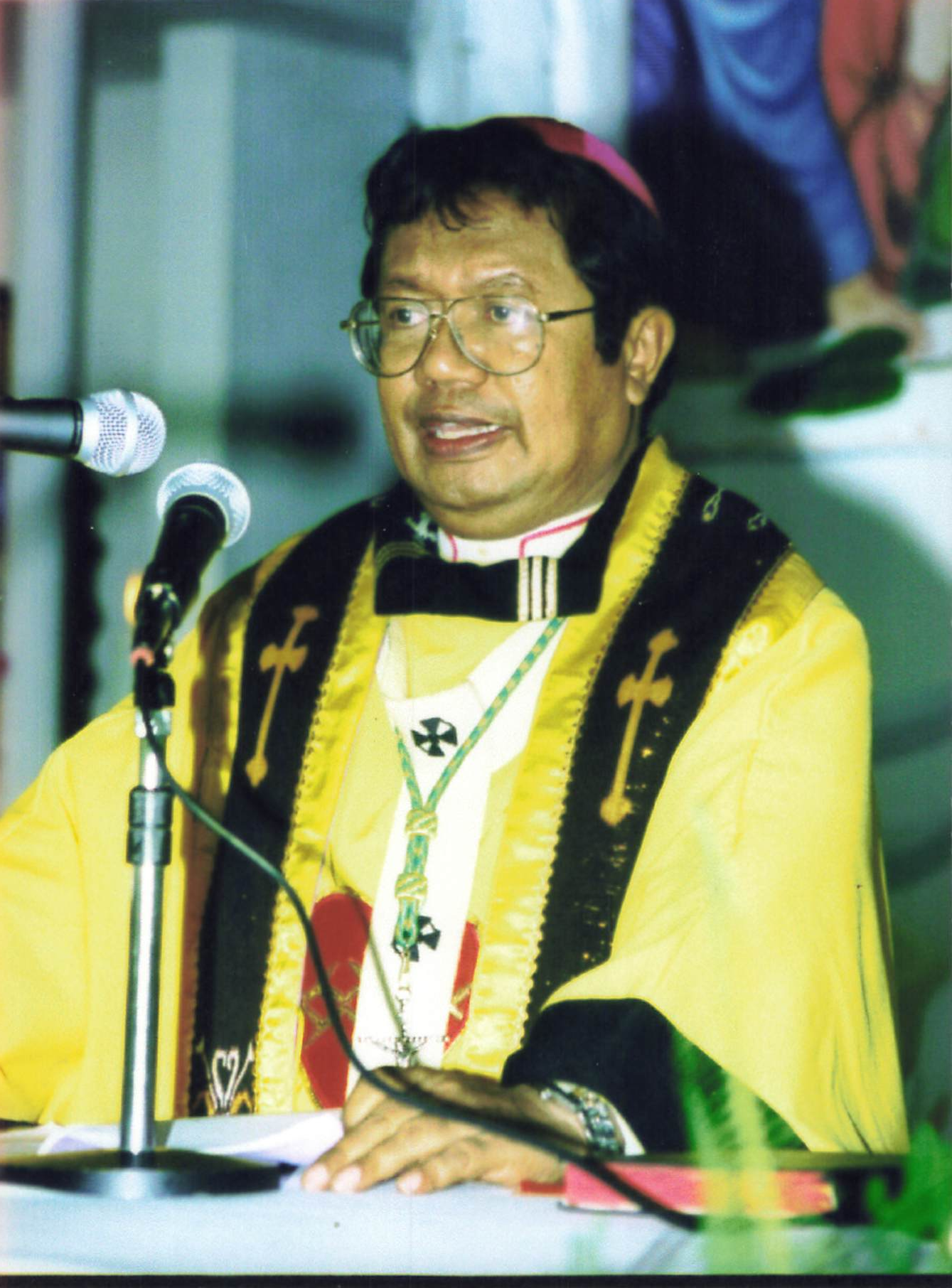
Longinus da Cunha

Longinus da Cunha (* 30. Juli 1945 in Boawae, Indonesien; † 6. April 2006) war römisch-katholischer Erzbischof von Ende.

## Leben
Longinus da Cunha wurde am 10. Juli 1973 zum Priester geweiht. Am 23. Februar 1996 wurde er durch Papst Johannes Paul II. zum Bischof von Ende ernannt. Der Alterzbischof von Ende Donatus Djagom SVD weihte ihn am 10. Juli desselben Jahres zum Bischof; Mitkonsekratoren waren Julius Riyadi Kardinal Darmaatmadja SJ, Erzbischof von Jakarta und Pietro Sambi, Apostolischer Pronuntius in Indonesien.
Im Alter von 60 Jahren starb er am 6. April 2006.